# La Chapelle, Allier

La Chapelle-aux-Chasses este o comună în departamentul Allier din centrul Franței. În 1 ianuarie 2022 avea o populație de 396 de locuitori.